# 동두천
동두천(東豆川)은 경기도 동두천시 소요산 기슭에서 발원하여 신천으로 유입하는 하천으로, 동두천시와 옛 동두천읍의 이름이 여기서 유래하였다.